# Amines aliphatiques (maladie professionnelle)
Cet article décrit les critères administratifs pour qu'une affection cutanée provoquée par mes amines aliphatiques soit reconnue comme maladie professionnelle.
Ce sujet relève du domaine de la législation sur la protection sociale et a un caractère davantage juridique que médical. Pour la description clinique de la maladie se reporter à l'article suivant :

## Législation enFrance

### Régime général
| Fiche Maladie professionnelle | Fiche Maladie professionnelle | Fiche Maladie professionnelle |
| Ce tableau définit les critères à prendre en compte pour qu'une affection cutanée provoquée par les amines aliphatiques soit prise en charge au titre de la maladie professionnelle | Ce tableau définit les critères à prendre en compte pour qu'une affection cutanée provoquée par les amines aliphatiques soit prise en charge au titre de la maladie professionnelle | Ce tableau définit les critères à prendre en compte pour qu'une affection cutanée provoquée par les amines aliphatiques soit prise en charge au titre de la maladie professionnelle |
| Régime Général. Date de création : 2 novembre 1972 | Régime Général. Date de création : 2 novembre 1972 | Régime Général. Date de création : 2 novembre 1972 |
| Tableau no 49 RG | Tableau no 49 RG | Tableau no 49 RG |
| Affections cutanées provoquées par les amines aliphatiques, alicycliques ou les éthanolamines                                                                                       | Affections cutanées provoquées par les amines aliphatiques, alicycliques ou les éthanolamines                                                                                       | Affections cutanées provoquées par les amines aliphatiques, alicycliques ou les éthanolamines                                                                                       |
| --- | --- | --- |
| Désignation des Maladies | Délai de prise en charge | Liste indicative des principaux travaux susceptibles de provoquer ces maladies |
| Dermites eczématiformes confirmées par des tests épicutanés ou par la récidive à une nouvelle exposition.                                                                           | 15 jours | Préparation, emploi et manipulation des amines aliphatiques et alicycliques ou des éthanolamines ou de produits en contenant à l’état libre.                                        |
| Date de mise à jour : 11 février 2003 | | |

## Sources spécifiques
- (fr) Tableau N° 49 des maladies professionnelles du régime Général

## Sources générales
- (fr) Tableaux du régime Général sur le site de l’AIMT
- (fr) Tous les tableaux du régime Général
- (fr) Tous les tableaux du régime Agricole
- (fr) Guide des maladies professionnelles sur le site de l’INRS

## Autres liens
- (fr) Maladies à caractère professionnel

## Internationalisation
- (fr) Liste Européenne des maladies professionnelles
- (fr) Liste des maladies professionnelles au Sénégal
- (fr) Liste des maladies professionnelles en Tunisie